# Herbie Steward
Pour les articles homonymes, voir Steward.
Herbie Steward de son vrai nom Herbert B. Steward, né à Los Angeles en Californie, le 7 mai 1926 et mort à Clearlake dans le même État le 9 août 2003, est un saxophoniste ténor américain.

## Biographie
Herbie Steward est repéré par Woody Herman en 1947, alors qu'il joue dans un petit orchestre latino du quartier mexicain de Los Angeles. Gene Roland, le pianiste, est à l'origine de la composition inhabituelle du combo qui, sur huit musiciens, compte quatre saxophonistes ténor. Woody Herman recrute trois d'entre eux pour son orchestre, le Second Herd : Herbie Steward, Zoot Sims et Stan Getz. Le quatrième, Jimmy Giuffre, écrit pour Herman un titre qui donnera son nom à cette section de saxophones : Four Brothers.
En 1949, Steward a déjà quitté Herman, remplacé par Al Cohn. Il reste peu de traces enregistrées de sa présence parmi les Four Brothers, en raison de la grève des enregistrements par le syndicat des musiciens américains en 1948.

## Sources
- Alain Tercinet, 1986, West Coast Jazz, collection Epistrophy,  Editions Parenthèses, Marseille.